# 蜚蠊酮B
蜚蠊酮B（英語：Periplanone B，PB）是一种由雌性美洲大蠊（学名：Periplaneta americana，俗称蟑螂）产生的信息素。其是一种性信息素，能吸引一部分品种的雄性蟑螂。

## 历史
1952年，由Louis M. Roth和Edwin R. Willis发现了雌性美洲大蠊存在一种信息素能吸引雄性美洲大蠊。直到25年后，Persoons等人提出美洲大蠊至少存在两种信息素，即蜚蜚蠊酮A和蜚蠊酮B，并提出了蜚赚酮B的结构。蜚蠊酮A则在1986年确定。直到1979年，蜚蠊酮B的立体构型确定和全合成由哥伦比亚大学的W. Clark Still完成。